# Burgstall Lenting
Der Burgstall Lenting ist eine mittelalterliche Niederungsburg auf 405 m ü. NHN ca. 220 m nordöstlich der Pfarrkirche St. Nikolaus von Lenting, einer Gemeinde im Landkreis Eichstätt von Bayern.
Der Burgstall wird als Bodendenkmal unter der Aktennummer D-1-7134-0289 als „Burgstall des hohen Mittelalters“ geführt. Die heute in einem Waldgebiet liegende Anlage hat in Nord-Süd-Richtung eine Ausdehnung von 45 m, in Ost-West-Richtung von 30 m. Der Burgplatz wurde 1977 bei Ausgrabungen entdeckt.